# Денісов Андрій Іванович (дипломат)
Андрій Іванович Денісов (3 жовтня 1952, Харків) — російський дипломат. Надзвичайний і Повноважний Посол (2003). Постійний представник Російської Федерації при Організації Об'єднаних Націй (2004—2006).

## Життєпис
Народився 3 жовтня 1952 року в українському місті Харків. У 1974 році закінчив Московський державний інститут міжнародних відносин МЗС СРСР. Володіє китайською і англійською мовами.
У 1973—1981 рр. — перекладач, економічний і торговий представник Радянського Союзу в КНР.
У 1981—1991 рр. — експерт Міжнародного відділу ЦК КПРС по Китайській Народній Республіці.
У 1992—1997 рр. — радник, старший радник при посольстві Росії в Китаї.
У 1997—2000 рр. — директор Департаменту економічного співробітництва МЗС Росії.
З 21 жовтня 1998 по 14 червня 2000 рр. — член Колегії МЗС Росії.
З 21 квітня 2000 по 28 грудня 2001 рр. — Надзвичайний і повноважний посол Російської Федерації в Арабській Республіці Єгипет.
З 28 грудня 2001 по 12 липня 2004 рр. — заступник Міністра закордонних справ Російської Федерації.
З 12 липня 2004 по 8 квітня 2006 рр. — Постійний представник Російської Федерації при Організації Об'єднаних Націй і Представник Російської Федерації в Раді Безпеки Організації Об'єднаних Націй.
З 8 квітня 2006 по 22 квітня 2013 рр. — перший заступник Міністра закордонних справ Росії.
З 23 квітня 2013 — Надзвичайний і повноважний посол Російської Федерації в Китаї.